# Liste des chansons de Pierre Bachelet
Une chanson de Pierre Bachelet est une chanson interprétée, enregistrée par cet artiste et publiée sur disque (vinyle ou CD).
Voici la liste détaillée des chansons de Pierre Bachelet. La liste est présentée par ordre alphabétique du premier mot significatif, avec l'année de la parution de la chanson, l'album studio (ou, à défaut, le 45 tours, l'album live ou la compilation) sur lequel apparaît la chanson pour la première fois et leur(s) auteur(s) et compositeur(s). 
- Haut – A
- B
- C
- D
- E
- F
- G
- H
- I
- J
- K
- L
- M
- N
- O
- P
- Q
- R
- S
- T
- U
- V
- W
- X
- Y
- Z
- 0-9

## 0-9
| Titre                     | Année | Première parution | Paroles          | Musique           | Note                                        |
| ------------------------- | ----- | ----------------- | ---------------- | ----------------- | ------------------------------------------- |
| 20 ans après              | 2001  | Une autre lumière | Frédéric Brun    | Philippe Loffredo |                                             |
| 2001, le pied sur la lune | 1987  | Vingt Ans         | Jean-Pierre Lang | Pierre Bachelet   | avec Les Petits Écoliers chantants de Bondy |

## A
| Titre                                    | Année | Première parution                       | Paroles                                 | Musique                               | Note                                                                       |
| ---------------------------------------- | ----- | --------------------------------------- | --------------------------------------- | ------------------------------------- | -------------------------------------------------------------------------- |
| À contre vent                            | 1992  | Les Lolas                               | Jean-Pierre Lang                        | Pierre Bachelet                       |                                                                            |
| À l'aube des requins chagrins            | 1989  | Quelque part... c'est toujours ailleurs | Jean-Pierre Lang                        | Pierre Bachelet                       |                                                                            |
| À longueur de temps                      | 1975  | L'Altlantique                           | Pierre Bachelet                         | Pierre Bachelet                       |                                                                            |
| Ah (Sie sagt nur einfach Ah)             | 1975  | 45 tours Im Jahr 2002                   | Jean-Pierre Lang (Adapt. Michael Kunze) | Pierre Bachelet                       | Adaptation allemande d'Elle ne sait faire que ah !                         |
| Ami qui s'en va (Un)                     | 1985  | En l'an 2001                            | Jean-Pierre Lang                        | Pierre Bachelet                       |                                                                            |
| Amour à fleur de peau (L')               | 1987  | Vingt Ans                               | Jean-Pierre Lang                        | Pierre Bachelet                       |                                                                            |
| Amour démoniaque (L')                    | 1975  | L'Altlantique                           | Pierre Bachelet                         | Pierre Bachelet                       |                                                                            |
| Amour en verlan (L')                     | 1980  | Elle est d'ailleurs                     | Pierre Bachelet                         | Pierre Bachelet                       |                                                                            |
| Amoureux des bancs publics (Les)         | 1998  | Ils chantent Georges Brassens           | Georges Brassens                        | Georges Brassens                      | reprise de Georges Brassens pour la collection Hommages des Éditions Atlas |
| À perpétuité                             | 1998  | Le meilleur de Bachelet                 | Nelly Mella - Pierre Bachelet           | Philippe Delevingne - Pierre Bachelet |                                                                            |
| Argument du séducteur (L')               | 1987  | Vingt Ans                               | Jean-Pierre Lang                        | Pierre Bachelet                       |                                                                            |
| Atlantique (L') (Toi, moi et la musique) | 1975  | L'Altlantique                           | Pierre Bachelet                         | Pierre Bachelet                       |                                                                            |
| Au-delà des apparences                   | 1998  | Un homme simple                         | Pierre Bachelet                         | Pierre Bachelet                       |                                                                            |
| Au revoir professeur                     | 1992  | Les Lolas                               | Jean-Pierre Lang                        | Pierre Bachelet                       | avec les Petits chanteurs d'Asnières                                       |
| Autre lumière (Une)                      | 2001  | Une autre lumière                       | Jean-Pierre Lang                        | Pierre Bachelet                       |                                                                            |
| Avec Satan                               | 1975  | L'Altlantique                           | Pierre Bachelet                         | Pierre Bachelet                       |                                                                            |

## B
| Titre                                  | Année | Première parution                             | Paroles         | Musique                       | Note                                               |
| -------------------------------------- | ----- | --------------------------------------------- | --------------- | ----------------------------- | -------------------------------------------------- |
| Baby bye bye                           | 1977  | 45 tours Baby bye bye                         | Pierre Bachelet | Pierre Bachelet - Mat Camison |                                                    |
| Black and white (theme-vocal)          | 1976  | Black and white in color                      | Pierre Bachelet | Pierre Bachelet               | extrait de la B.O. du film La Victoire en chantant |
| Blues de l'an 2000                     | 1995  | La Ville ainsi soit-il                        | Yann Queffélec  | Pierre Bachelet               |                                                    |
| Bon Dieu (Le) / Dites, si c'était vrai | 2003  | Tu ne nous quittes pas (Bachelet chante Brel) | Jacques Brel    | Jacques Brel                  | reprise de Jacques Brel                            |

## C
| Titre                         | Année | Première parution                             | Paroles                                       | Musique                         | Note                                                 |
| ----------------------------- | ----- | --------------------------------------------- | --------------------------------------------- | ------------------------------- | ---------------------------------------------------- |
| Ça devient trop               | 1992  | Les Lolas                                     | Jean-Pierre Lang                              | Pierre Bachelet                 |                                                      |
| Carnaval                      | 1980  | Elle est d'ailleurs                           | Pierre Bachelet                               | Pierre Bachelet                 |                                                      |
| C'est pas vrai, c'est pas moi | 1995  | La Ville ainsi soit-il                        | Yann Queffélec                                | Pierre Bachelet                 |                                                      |
| C'est pour elle               | 1987  | Vingt Ans                                     | Jean-Pierre Lang                              | Pierre Bachelet                 |                                                      |
| C'est toi que j'aime          | 1998  | Un homme simple                               | Yann Queffélec                                | Pierre Bachelet                 |                                                      |
| Ceux qui se trouvent          | 2008  | Essaye                                        | Jean-Pierre Lang                              | Pierre Bachelet                 | posthume                                             |
| Chanson de Presley (La)       | 1985  | En l'an 2001                                  | Jean-Pierre Lang                              | Pierre Bachelet                 |                                                      |
| Chanson des vieux amants (La) | 2003  | Tu ne nous quittes pas (Bachelet chante Brel) | Jacques Brel                                  | Jacques Brel - Gérard Jouannest | reprise de Jacques Brel, en duo avec Patricia Grillo |
| Chanson du bon Dieu (La)      | 1985  | En l'an 2001                                  | Jean-Pierre Lang                              | Pierre Bachelet                 |                                                      |
| Châteaux de sable             | 1989  | Quelque part... c'est toujours ailleurs       | Michèle Enouf                                 | Pierre Bachelet                 |                                                      |
| Chêne (Le)                    | 1991  | La Scène                                      | Jean-Pierre Lang                              | Pierre Bachelet                 |                                                      |
| Cœur de goéland               | 1985  | Marionnettiste                                | Jean-Pierre Lang                              | Pierre Bachelet                 |                                                      |
| Comme c'est loin tout ça      | 1980  | Elle est d'ailleurs                           | Jean-Pierre Lang                              | Pierre Bachelet                 |                                                      |
| Con il cuore in mano          | 1983  | 45 tours Con il cuore in mano                 | Jean-Pierre Lang (Adapt. Giuseppe Malgioglio) | Pierre Bachelet                 | Version italienne d'Écris-moi                        |
| Connerie (La)                 | 1975  | L'Altlantique                                 | Pierre Bachelet                               | Pierre Bachelet                 |                                                      |
| Cool man cool                 | 1995  | La Ville ainsi soit-il                        | Yann Queffélec                                | Pierre Bachelet                 |                                                      |
| Corons (Les)                  | 1982  | Les Corons                                    | Jean-Pierre Lang                              | Pierre Bachelet                 |                                                      |

## D
| Titre                       | Année | Première parution                       | Paroles                                | Musique                                          | Note                                                                  |
| --------------------------- | ----- | --------------------------------------- | -------------------------------------- | ------------------------------------------------ | --------------------------------------------------------------------- |
| Dame de compagnie (La)      | 1991  | La Scène                                | Georges Bégoud                         | Pierre Bachelet - Bernard Levitte                |                                                                       |
| Dauphin de légende          | 1989  | Quelque part... c'est toujours ailleurs | Jean-Pierre Lang                       | Pierre Bachelet                                  |                                                                       |
| Découvrir l'Amérique        | 1983  | Découvrir l'Amérique                    | Jean-Pierre Lang                       | Pierre Bachelet                                  |                                                                       |
| Depuis que tu m'oublies     | 2008  | Essaye                                  | Françoise Bachelet                     | Pierre Bachelet                                  | posthume                                                              |
| Dernier bal                 | 1988  | Tu es là au rendez-vous                 | Jean-Pierre Lang                       | Pierre Bachelet - Bernard Levitte - Guy Matteoni |                                                                       |
| Dernière ballade            | 2001  | Une autre lumière                       | Pierre Bachelet                        | Pierre Bachelet                                  |                                                                       |
| Dernière séance (La)        | 1998  | Ils chantent Eddy Mitchell              | Claude Moine                           | Pierre Papadiamandis                             | Reprise d'Eddy Mitchell pour la collection Hommage des Éditions Atlas |
| Derrière le grand abat-jour | 1985  | En l'an 2001                            | Jean-Pierre Lang                       | Pierre Bachelet                                  |                                                                       |
| Destinée                    | 1987  | Vingt Ans                               | Jean-Pierre Lang                       | Pierre Bachelet                                  |                                                                       |
| Déversoir (Le)              | 1989  | Quelque part... c'est toujours ailleurs | Jean-Pierre Lang                       | Pierre Bachelet                                  |                                                                       |
| Dimanches (Les)             | 2001  | Une autre lumière                       | Christian Vié                          | Philippe Russo                                   |                                                                       |
| Di un altro mondo           |       | 45 tours Di un altro mondo              | Jean-Pierre Lang - Adapt. G. Calabrese | Pierre Bachelet                                  | version italienne de Elle est d'ailleurs                              |
| Donne-moi la main           | 1982  | Les Corons                              | Jean-Pierre Lang                       | Pierre Bachelet                                  |                                                                       |

## E
| Titre                                 | Année | Première parution                       | Paroles                                             | Musique                           | Note                                        |
| ------------------------------------- | ----- | --------------------------------------- | --------------------------------------------------- | --------------------------------- | ------------------------------------------- |
| Écris-moi                             | 1982  | Les Corons                              | Jean-Pierre Lang                                    | Pierre Bachelet                   |                                             |
| Elle avait tout peint en bleu         | 1989  | Quelque part... c'est toujours ailleurs | Jean-Pierre Lang                                    | Pierre Bachelet                   |                                             |
| Elle est d'ailleurs                   | 1980  | Elle est d'ailleurs                     | Jean-Pierre Lang                                    | Pierre Bachelet                   |                                             |
| Elle est ma guerre, elle est ma femme | 1992  | Les Lolas                               | Jean-Pierre Lang                                    | Pierre Bachelet                   |                                             |
| Elle me dit                           | 2001  | Une autre lumière                       | Christian Ravasco - Jeff Bodart                     | Jeff Bodart - Guy Balbaert        |                                             |
| Elle ne sait faire que ah             | 1985  | En l'an 2001                            | Jean-Pierre Lang                                    | Pierre Bachelet                   |                                             |
| Embrasse-la                           | 1983  | Découvrir l'Amérique                    | Jean-Pierre Lang                                    | Pierre Bachelet                   |                                             |
| Emmanuelle                            | 1974  | 45 tours Emmanuelle                     | Pierre Bachelet                                     | Pierre Bachelet - Hervé Roy       | extrait de la B.O. du film Emmanuelle       |
| Emmanuelle (version anglaise)         | 1974  | Original soundtrack Emmanuelle          | Pierre Bachelet (Adapt. Ken Howard - Alan Blaikley) | Pierre Bachelet - Hervé Roy       | extrait de la B.O. du film Emmanuelle       |
| En l'an 2001                          | 1985  | En l'an 2001                            | Jean-Pierre Lang                                    | Pierre Bachelet                   | avec Les Petits Écoliers chantants de Bondy |
| Escapade                              | 1982  | Les Corons                              | Jean-Pierre Lang                                    | Pierre Bachelet                   |                                             |
| Essaye                                | 2008  | Essaye                                  | Gilles Galice                                       | Pierre Bachelet                   | posthume                                    |
| Et je me sens géant                   | 1992  | Les Lolas                               | Jean-Pierre Lang                                    | Pierre Bachelet - Bernard Levitte |                                             |
| Étretat                               | 1989  | Quelque part... c'est toujours ailleurs | Jean-Pierre Lang                                    | Pierre Bachelet                   |                                             |

## F
| Titre                  | Année | Première parution                             | Paroles          | Musique                             | Note                                                      |
| ---------------------- | ----- | --------------------------------------------- | ---------------- | ----------------------------------- | --------------------------------------------------------- |
| Fanette (La)           | 2003  | Tu ne nous quittes pas (Bachelet chante Brel) | Jacques Brel     | Jacques Brel                        | reprise de Jacques Brel                                   |
| Fatalité               | 1995  | La Ville ainsi soit-il                        | Yann Queffélec   | Pierre Bachelet                     | en duo avec Robert Charlebois                             |
| Fille solitaire (La)   | 1985  | Marionnettiste                                | Jean-Pierre Lang | Pierre Bachelet                     |                                                           |
| Fils de                | 2005  | 30 ans                                        | Jacques Brel     | Gérard Jouannest                    | reprise de Jacques Brel                                   |
| Flo                    | 1989  | Quelque part... c'est toujours ailleurs       | Jean-Pierre Lang | Pierre Bachelet                     | en duo avec Florence Arthaud                              |
| Frérot (Retrouvailles) | 2025  | Les Grands Classiques                         | Yann Queffélec   | Pierre Bachelet - Jean-Luc Spagnolo | inédite jusque 2025, version alternative de Retrouvailles |

## G
| Titre               | Année | Première parution | Paroles          | Musique         | Note |
| ------------------- | ----- | ----------------- | ---------------- | --------------- | ---- |
| Gardiens de planète | 1992  | Les Lolas         | Jean-Pierre Lang | Pierre Bachelet |      |
| Gloria humana       | 1985  | En l'an 2001      | Jean-Pierre Lang | Pierre Bachelet |      |

## H
| Titre               | Année | Première parution                             | Paroles          | Musique                       | Note                    |
| ------------------- | ----- | --------------------------------------------- | ---------------- | ----------------------------- | ----------------------- |
| Hello Darling       | 1975  | L'Altlantique                                 | Pierre Bachelet  | Pierre Bachelet               |                         |
| Heureux             | 2003  | Tu ne nous quittes pas (Bachelet chante Brel) | Jacques Brel     | Jacques Brel                  | reprise de Jacques Brel |
| Histoire de cœur    | 1977  | 45 tours Baby bye bye                         | Pierre Bachelet  | Pierre Bachelet - Mat Camison |                         |
| Homme en blanc (L') | 1989  | Quelque part... c'est toujours ailleurs       | Jean-Pierre Lang | Pierre Bachelet               |                         |
| Homme simple (Un)   | 1998  | Un homme simple                               | Nelly Mella      | Philippe Delevingne           |                         |

## I
| Titre                        | Année | Première parution     | Paroles                                 | Musique          | Note                                |
| ---------------------------- | ----- | --------------------- | --------------------------------------- | ---------------- | ----------------------------------- |
| Ils se sont retrouvés        | 1992  | Les Lolas             | Jean-Pierre Lang                        | Pierre Bachelet  |                                     |
| Il suffirait de presque rien | 2001  | Une autre lumière     | Jean-Max Rivière                        | Gérard Bourgeois | reprise de Serge Reggiani           |
| Ils y croient tous           | 1975  | L'Altlantique         | Pierre Bachelet                         | Pierre Bachelet  |                                     |
| Im Jahr 2002,                | 1975  | 45 tours Im Jahr 2002 | Jean-Pierre Lang (Adapt. Michael Kunze) | Pierre Bachelet  | Adaptation allemande d'En l'an 2001 |
| Iqbal                        | 2001  | Une autre lumière     | Alain Damecour                          | Pierre Bachelet  |                                     |

## J
| Titre                           | Année | Première parution                       | Paroles                         | Musique         | Note |
| ------------------------------- | ----- | --------------------------------------- | ------------------------------- | --------------- | --- |
| J'ai toujours envie de toi      | 1992  | Les Lolas                               | Jean-Pierre Lang                | Pierre Bachelet | |
| Jamais 2 sans 3                 | 1976  | 45 tours Viens                          | Pierre Bachelet                 | Pierre Bachelet | |
| Je ne veux que ton amour        | 1982  | Un soir… une scène…                     | Pierre Delanoë                  | Pierre Bachelet | adaptation de Je ne suis que de l'amour, interprétée par Nicole Croisille, extrait de la B.O. d'Histoire d'O |
| Je pense à toi                  | 1980  | Elle est d'ailleurs                     | Jean-Pierre Lang                | Pierre Bachelet | |
| Je pense à toi, je pense à nous | 1998  | Un homme simple                         | Jean-Pierre Lang                | Pierre Bachelet | |
| Je suis comme je suis           | 1976  | 45 tours Paristory                      | Pierre Bachelet                 | Pierre Bachelet | extrait du spectacle audiovisuel Paristory                                                                   |
| Je suis craquant                | 1988  | Tu es là au rendez-vous                 | Jacques Rosny                   |                 | |
| Je t'aime etc.                  | 1992  | Les Lolas                               | Jean-Pierre Lang                | Pierre Bachelet | |
| Je t'écris de Mars              | 1980  | Elle est d'ailleurs                     | Pierre Bachelet - Mitzi Bravine | Pierre Bachelet | |
| J'les oublierai pas             | 1989  | Quelque part... c'est toujours ailleurs | Jean-Pierre Lang                | Pierre Bachelet | |
| J'm'envole                      | 2008  | Essaye                                  | Françoise Bachelet              | Pierre Bachelet | avec les Petits chanteurs d'Aix-en-Provence, posthume                                                        |
| Jour se lève ici, là-bas (Le)   | 1995  | La Ville ainsi soit-il                  | Yann Queffélec                  | Pierre Bachelet | |
| J'veux danser !                 | 1998  | Un homme simple                         | Yann Queffélec                  | Pierre Bachelet | |

## L
| Titre                       | Année | Première parution    | Paroles          | Musique         | Note                                       |
| --------------------------- | ----- | -------------------- | ---------------- | --------------- | ------------------------------------------ |
| Laisse parler Dieu          | 1983  | Découvrir l'Amérique | Jean-Pierre Lang | Pierre Bachelet |                                            |
| Laissez chanter le français | 1992  | Les Lolas            | Jean-Pierre Lang | Pierre Bachelet |                                            |
| Lolas (Les)                 | 1992  | Les Lolas            | Jean-Pierre Lang | Pierre Bachelet | paru originellement sous le titre Les Lola |

## M
| Titre                  | Année | Première parution                             | Paroles          | Musique                           | Note                                |
| ---------------------- | ----- | --------------------------------------------- | ---------------- | --------------------------------- | ----------------------------------- |
| Madeleine              | 2003  | Tu ne nous quittes pas (Bachelet chante Brel) | Jacques Brel     | Jacques Brel - Gérard Jouannest   | reprise de Jacques Brel             |
| Ma io penso a te       |       | 45 tours Di un altro mondo                    | Jean-Pierre Lang | Pierre Bachelet                   | version italienne de Je pense à toi |
| Mais chez elle         | 1985  | Marionnettiste                                | Jean-Pierre Lang | Pierre Bachelet                   |                                     |
| Mais j'espère          | 1985  | Marionnettiste                                | Jean-Pierre Lang | Pierre Bachelet                   |                                     |
| Mais l'aventure        | 1983  | Découvrir l'Amérique                          | Jean-Pierre Lang | Pierre Bachelet                   |                                     |
| Mais moi j'ai rien dit | 1983  | Découvrir l'Amérique                          | Jean-Pierre Lang | Pierre Bachelet                   |                                     |
| Mal à vie              | 1987  | Vingt Ans                                     | Jean-Pierre Lang | Pierre Bachelet                   |                                     |
| Marée (La)             | 1992  | Les Lolas                                     | Jean-Pierre Lang | Pierre Bachelet                   |                                     |
| Marionnettiste         | 1985  | Marionnettiste                                | Jean-Pierre Lang | Pierre Bachelet                   |                                     |
| Mur (Le)               | 1991  | La Scène                                      | Jacques Rosny    | Pierre Bachelet - Bernard Levitte |                                     |

## N
| Titre                   | Année | Première parution                             | Paroles          | Musique          | Note                                                                      |
| ----------------------- | ----- | --------------------------------------------- | ---------------- | ---------------- | ------------------------------------------------------------------------- |
| Ne me quitte pas        | 2003  | Tu ne nous quittes pas (Bachelet chante Brel) | Jacques Brel     | Jacques Brel     | reprise de Jacques Brel                                                   |
| Né pour vivre           | 1998  | Le meilleur de Bachelet                       | Yann Queffélec   | Pierre Bachelet  | nouvelle version de Fatalité, avec Les Petits Écoliers chantants de Bondy |
| No man's land (Le)      | 1985  | Marionnettiste                                | Jean-Pierre Lang | Pierre Bachelet  |                                                                           |
| Nos chemins             | 2008  | Essaye                                        | Jean-Pierre Lang | Pierre Bachelet  | posthume                                                                  |
| Nos jours heureux       | 1982  | Les Corons                                    | Jean-Pierre Lang | Pierre Bachelet  |                                                                           |
| Nouvelles de vous (Des) | 1983  | Découvrir l'Amérique                          | Jean-Pierre Lang | Pierre Bachelet  |                                                                           |
| Nuage                   | 2005  | 30 ans                                        | Jacques Larue    | Django Reinhardt | reprise de Django Reinhardt                                               |

## O
| Titre                            | Année | Première parution                             | Paroles          | Musique             | Note                    |
| -------------------------------- | ----- | --------------------------------------------- | ---------------- | ------------------- | ----------------------- |
| Oh, mes jours qui passez         | 2008  | Essaye                                        | Michel Rivgauche | Pierre Bachelet     | posthume                |
| On ne prend pas le temps d'aimer | 1998  | Un homme simple                               | Jean-Pierre Lang | Pierre Bachelet     |                         |
| On ne sera jamais grand          | 1998  | Un homme simple                               | Nelly Mella      | Philippe Delevingne |                         |
| On s'aimera, on s'aimera         | 1983  | Découvrir l'Amérique                          | Jean-Pierre Lang | Pierre Bachelet     |                         |
| On s'reverra                     | 1989  | Quelque part... c'est toujours ailleurs       | Jean-Pierre Lang | Pierre Bachelet     |                         |
| On y va quand même               | 2008  | Essaye                                        | Jean-Pierre Lang | Pierre Bachelet     | posthume                |
| Orage (L')                       | 1980  | Elle est d'ailleurs                           | Jean-Pierre Lang | Pierre Bachelet     |                         |
| Orly                             | 2003  | Tu ne nous quittes pas (Bachelet chante Brel) | Jacques Brel     | Jacques Brel        | reprise de Jacques Brel |

## P
| Titre                         | Année | Première parution                             | Paroles                            | Musique                           | Note                                                                                          |
| ----------------------------- | ----- | --------------------------------------------- | ---------------------------------- | --------------------------------- | --------------------------------------------------------------------------------------------- |
| Papillon                      | 1982  | Les Corons                                    | Pierre Bachelet - Pierre Grosz     | Pierre Bachelet                   |                                                                                               |
| Partis avant d'avoir tout dit | 1987  | Vingt Ans                                     | Jean-Pierre Lang                   | Pierre Bachelet - Bernard Levitte |                                                                                               |
| Paysan                        | 1998  | Un homme simple                               | Jean-Pierre Lang                   | Pierre Bachelet                   |                                                                                               |
| Petite sœur                   | 1975  | L'Altlantique                                 | Pierre Bachelet                    | Pierre Bachelet                   |                                                                                               |
| Petites gens (Les)            | 1985  | Marionnettiste                                | Jean-Pierre Lang                   | Pierre Bachelet                   |                                                                                               |
| Photo en couleurs (La)        | 1980  | Elle est d'ailleurs                           | Pierre Bachelet                    | Pierre Bachelet                   |                                                                                               |
| Plat pays (Le)                | 2003  | Tu ne nous quittes pas (Bachelet chante Brel) | Jacques Brel                       | Jacques Brel                      | reprise de Jacques Brel, déjà reprise en 1998 pour l'album Ils chantent Brel (Éditions Atlas) |
| Pleure pas Boulou             | 1989  | Quelque part... c'est toujours ailleurs       | Jean-Pierre Lang                   | Pierre Bachelet                   |                                                                                               |
| Plus jolie chose (La)         | 2008  | Essaye                                        | Michel Rivgauche                   | Pierre Bachelet                   | posthume                                                                                      |
| Ports du monde entier (Les)   | 2001  | Une autre lumière                             | Jeff Bodart - Pierre-André Dousset | Jeff Bodart                       |                                                                                               |
| Pour l'une d'entre vous       | 1985  | En l'an 2001                                  | Jean-Pierre Lang                   | Pierre Bachelet - Bernard Levitte |                                                                                               |
| Pour un monde bleu            | 2001  | Une autre lumière                             | León Gieco                         | León Gieco                        | adaptation de Sólo le pido a Dios de León Gieco, avec Les Petits Écoliers chantants de Bondy  |
| Prends ton courage            | 1983  | Découvrir l'Amérique                          | Jean-Pierre Lang                   | Pierre Bachelet                   |                                                                                               |
| Prénoms d'emprunt             | 2001  | Une autre lumière                             | Lucien Brocas                      | Philippe Swan                     |                                                                                               |
| Prisonnier d'un souvenir      | 1982  | Les Corons                                    | Jean-Pierre Lang                   | Pierre Bachelet                   |                                                                                               |

## Q
| Titre                                   | Année | Première parution                             | Paroles                          | Musique         | Note                                                 |
| --------------------------------------- | ----- | --------------------------------------------- | -------------------------------- | --------------- | ---------------------------------------------------- |
| Quand l'enfant viendra                  | 1985  | En l'an 2001                                  | Jean-Pierre Lang                 | Pierre Bachelet |                                                      |
| Quand on est un canal                   | 1983  | Découvrir l'Amérique                          | Jean-Pierre Lang                 | Pierre Bachelet |                                                      |
| Quand on n'a que l'amour                | 2003  | Tu ne nous quittes pas (Bachelet chante Brel) | Jacques Brel                     | Jacques Brel    | reprise de Jacques Brel, en duo avec Patricia Grillo |
| Quelque part... c'est toujours ailleurs | 1989  | Quelque part... c'est toujours ailleurs       | Jean-Pierre Lang                 | Pierre Bachelet | en duo avec Florence Arthaud                         |
| Quête (La)                              | 2003  | Tu ne nous quittes pas (Bachelet chante Brel) | Joe Darion (Adapt. Jacques Brel) | Mitch Leigh     | reprise de Jacques Brel                              |
| Quitte-moi                              | 1983  | Découvrir l'Amérique                          | Jean-Pierre Lang                 | Pierre Bachelet |                                                      |

## R
| Titre                 | Année | Première parution                       | Paroles                         | Musique         | Note |
| --------------------- | ----- | --------------------------------------- | ------------------------------- | --------------- | ---- |
| Reconnais que tu pars | 1995  | La Ville ainsi soit-il                  | Yann Queffélec                  | Pierre Bachelet |      |
| Regarde la mer        | 1989  | Quelque part... c'est toujours ailleurs | Jean-Pierre Lang                | Pierre Bachelet |      |
| Retrouvailles         | 1995  | La Ville ainsi soit-il                  | Yann Queffélec                  | Pierre Bachelet |      |
| Reviens chez nous     | 1987  | Vingt Ans                               | Jean-Pierre Lang                | Pierre Bachelet |      |
| Rosemary              | 1980  | Elle est d'ailleurs                     | Pierre Bachelet - Mitzi Bravine | Pierre Bachelet |      |

## S
| Titre           | Année | Première parution                | Paroles                                       | Musique             | Note                                                                         |
| --------------- | ----- | -------------------------------- | --------------------------------------------- | ------------------- | ---------------------------------------------------------------------------- |
| San Francisco   | 1998  | Ils chantent Maxime Le Forestier | Maxime Le Forestier                           | Maxime Le Forestier | reprise de Maxime Le Forestier pour la collection Hommage des Éditions Atlas |
| Sans abri       | 1995  | La Ville ainsi soit-il           | Yann Queffélec                                | Pierre Bachelet     |                                                                              |
| Sans amour      | 1982  | Les Corons                       | Jean-Pierre Lang                              | Pierre Bachelet     |                                                                              |
| Sans toi        | 2001  | Une autre lumière                | Pierre Bachelet - Jean-Luc Spagnolo           | Jean-Luc Spagnolo   |                                                                              |
| Se perdessi te  | 1983  | 45 tours Con il cuore in mano    | Jean-Pierre Lang (Adapt. Giuseppe Malgioglio) | Pierre Bachelet     | Version italienne de 'Donne-moi la main                                      |
| Seulement voilà | 1975  | L'Altlantique                    | Pierre Bachelet                               | Pierre Bachelet     |                                                                              |
| Souvenez-vous   | 1982  | Les Corons                       | Jean-Pierre Lang - Pierre Bachelet            | Pierre Bachelet     |                                                                              |

## T
| Titre                               | Année | Première parution                             | Paroles          | Musique         | Note                                                 |
| ----------------------------------- | ----- | --------------------------------------------- | ---------------- | --------------- | ---------------------------------------------------- |
| Terre est basse (La)                | 1989  | Quelque part... c'est toujours ailleurs       | Jean-Pierre Lang | Pierre Bachelet |                                                      |
| Testament de l'océan (Le)           | 1989  | Quelque part... c'est toujours ailleurs       | Jean-Pierre Lang | Pierre Bachelet |                                                      |
| Théo, je t'écris                    | 1989  | Quelque part... c'est toujours ailleurs       | Jean-Pierre Lang | Pierre Bachelet |                                                      |
| Tiens salut                         | 1975  | L'Altlantique                                 | Pierre Bachelet  | Pierre Bachelet |                                                      |
| Tout ce qu'on se dit...             | 1998  | Un homme simple                               | Pierre Bachelet  | Pierre Bachelet |                                                      |
| Tout commence avec 2001             | 2001  | Une autre lumière                             | Pierre Bachelet  | Pierre Bachelet | avec Les Petits Écoliers chantants de Bondy          |
| Tout se ressemble rien n'est pareil | 1987  | Vingt Ans                                     | Jean-Pierre Lang | Pierre Bachelet |                                                      |
| Tu es là                            | 1988  | Tu es là au rendez-vous                       | Jean-Pierre Lang | Pierre Bachelet |                                                      |
| Tu ne nous quittes pas              | 2003  | Tu ne nous quittes pas (Bachelet chante Brel) | Jean-Pierre Lang | Pierre Bachelet | Hommage à Jacques Brel                               |
| Typhon                              | 1982  | Les Corons                                    | Jean-Pierre Lang | Pierre Bachelet | en duo avec Florence Arthaud pour la version de 1989 |

## V
| Titre                      | Année | Première parution                             | Paroles                      | Musique         | Note                    |
| -------------------------- | ----- | --------------------------------------------- | ---------------------------- | --------------- | ----------------------- |
| Viens                      | 1976  | 45 tours Viens                                | Pierre Bachelet              | Pierre Bachelet |                         |
| Ville ainsi soit-il (La)   | 1995  | La Ville ainsi soit-il                        | Yann Queffélec               | Pierre Bachelet |                         |
| Vingt Ans                  | 1987  | Vingt Ans                                     | Jean-Pierre Lang             | Pierre Bachelet |                         |
| Vivre                      | 1985  | Marionnettiste                                | Jean-Pierre Lang             | Pierre Bachelet |                         |
| V'là le printemps          | 1975  | L'Altlantique                                 | Pierre Bachelet              | Pierre Bachelet |                         |
| Voilier noir (Le)          | 1998  | Un homme simple                               | Nelly Mella - Yann Queffélec | Pierre Bachelet | Avec Dan Ar Braz        |
| Voir un ami pleurer        | 2003  | Tu ne nous quittes pas (Bachelet chante Brel) | Jacques Brel                 | Jacques Brel    | reprise de Jacques Brel |
| Vous dansez mademoiselle ? | 2008  | Essaye                                        | Pierre Bachelet              | Pierre Bachelet | posthume                |

## Y
| Titre                   | Année | Première parution                       | Paroles          | Musique         | Note                                 |
| ----------------------- | ----- | --------------------------------------- | ---------------- | --------------- | ------------------------------------ |
| Y a des filles comme ça | 1995  | La Ville ainsi soit-il                  | Yann Queffélec   | Pierre Bachelet |                                      |
| Yé yé les tambours      | 1989  | Quelque part... c'est toujours ailleurs | Jean-Pierre Lang | Pierre Bachelet | avec la Chorale des Enfants de Bondy |